# Ana Botín
Ana Patricia Botín-Sanz de Sautuola O'Shea, DBE (4 de outubro de 1960) é uma banqueira espanhola. Em 10 de setembro de 2014, foi nomeada presidente executivo do Grupo Santander, sendo a quarta geração da família Botín a exercer esta função. Antes disso, ela foi CEO do Santander no Reino Unido.
Em 2005, Botín foi classificada pela revista Forbes como a 99ª mulher mais poderosa do mundo. Em 2009, ela foi a 45ª. Em fevereiro de 2013, ela foi classificada como a terceira mulher mais poderosa no Reino Unido, pela Rádio BBC 4. Em 2016, ela foi classificada como a 10ª mulher mais poderosa do mundo pela Forbes.

## Início da vida
Botín é a filha do banqueiro espanhol Emilio Botín, que foi o presidente executivo na Espanha do Grupo Santander, e da Marquesa de O'Shea.[carece de fontes?]
Ela foi educada na St. Mary's School em Ascot. Ela estudou economia na Bryn Mawr College.[carece de fontes?]

## Carreira
Trabalhou por oito anos no Banco JP Morgan nos Estados Unidos. Em 1988, ela voltou para a Espanha e começou a trabalhar para o Grupo Santander e em 2002 ela tornou-se a presidente-executiva do banco espanhol, Banesto.
Em novembro de 2010, Botín conseguiu António Horta Osório como executivo-chefe do Santander no reino UNIDO.
Em 2013, ela foi nomeada diretora da the Coca-Cola Company.
Em setembro de 2014, foi nomeada presidente-executivo do Grupo Santander. Ela é a quarta geração da família Botín a realizar a função de presidente.

## Vida pessoal
Ela casou em 1983 com o banqueiro Guillermo Morenés Mariátegui, filho do Marquês de Borghetto, um proprietário de terras rico. Eles têm três filhos: Felipe Morenés Botín, Javier Morenés Botín e Pablo Morenés Botín.
Em 2010 o marido comprou seis casas em Belgravia, em Londres. Eles também são donos de uma casa na estação de esqui Suíça de Gstaad.
Em dezembro de 2015, foi anunciado que ela iria se tornar membro honorária da dama Comandante da Ordem do Império Britânico por serviços prestados ao setor financeiro britânico.
Em 2015 Ana Botín foi reconhecida com o Prêmio de um Capitalismo Responsável. A cerimônia de premiação foi realizada na Lancaster House, em Londres, e apresentada por Sajid Javid, Secretário de Estado para os Negócios, Inovação e Habilidades da Inglaterra.

## Ligaçôes externas
- Perfil da Ana Patricia Botín - Santander.com